# Tom Jacobs
Tom Jacobs (ca. 1979) is een Belgisch voormalig jiujitsuka.

## Levensloop
Jacobs was actief bij Ninjo Hoboken.
Op de Wereldspelen van 2001 in het Japanse Akita behaalde hij samen met Wim Kersemans brons in de discipline 'herenduo'. Daarnaast behaalden ze op de wereldkampioenschappen in deze discipline in 2000 in het Deense Kopenhagen zilver en in 2002 in het Uruguayaans Punta del Este brons. Op de Europese Kampioenschappen behaalde het duo in 2001 goud en in 1999 in het Britse Leeds brons.